# 483 a.C.

## Eventos
- Marco Fábio Vibulano e Lúcio Valério Potito, cônsules romanos.[1][2]

## Mortes
- Sidarta Gautama, o Buda, precursor e fundador do Budismo.